# 1883

## أحداث
- تأسيس مدينة سويفت كورنت وتقع حاليا في كندا.
- تأسيس مدينة مبانداكا وتقع حاليا في جمهورية الكونغو الديمقراطية.
- تأسيس مدينة كابيندا وتقع حاليا في أنغولا.
- تأسيس مدينة بوانت-نوار وتقع حاليا في جمهورية الكونغو.
- تأسيس مدينة نيس زيونا.
- تأسيس مدينة لودريتز وتقع حاليا في ناميبيا.
- تأسيس مدينة روتوروا وتقع حاليا في نيوزيلندا.
- معركة عروى بين محمد آل سعود ومحمد بن رشيد.
- 25 مايو: تأسيس مدينة سان بيدرو دي خوخوي وتقع حاليا في الأرجنتين.
- 19 يناير - وضع أول نظام اضاءة كهربائي في الخدمة. تم بناء هذا النظام من قبل توماس اديسن.
- 26 - 28 أغسطس - انفجار بركان كاراكاتاو. 163 قرية مدمرة، 36380 قتيل.

## مواليد
- فائز الغصين
- أرشيبالد ويفل
- ألكسندر ألكسندروف
- ألكسندر فزنين
- أوتو فاربورغ
- إغناطيوس كراتشكوفسكي
- إيتشيرو هاتوياما
- بينيتو موسوليني
- جورج أليسون
- جون مينارد كينز
- جوي شو
- جيمس هندرسون داف
- دوروتيه فون فيلزن
- صالح العلي
- عبد الله بن عيسى آل خليفة
- فرانتس كافكا
- فيصل الأول
- كارل ياسبرز
- كليمنت أتلي
- كوكو شانيل
- لاوري كريستيان ريلاندر
- لويس ماسينيون
- ليونتينه فون فينترفيلد بلاتن
- محمد نادر شاه
- عز الدين القسام
- محمود جلال بايار
- نيكوس كازانتزاكيس
- هربرت بورغيس
- والتر غروبيوس
- ولتر هاوارث
- ويليام غاربوت
- 6 يناير - جبران خليل جبران الشاعر اللبناني.
- 31 يناير - هاينريش كويرنغ، إحاثي ألماني.
- مبارك التوزونيني، ثائر ومجاهد مغربي.
- 23 مارس - روزانجين، خطاط ياباني.

## وفيات
- إدوار مانيه
- بطرس البستاني
- تشارلس شيروود ستراتون
- ريتشارد فاغنر
- رينهارت دوزي
- سوجورنر تروث
- عبد القادر الجزائري
- كارل ماركس
- ويليام هوم فان بيورن